# 한시네마
한시네마(Hancinema)는 대한민국의 영화, 드라마 데이터베이스이다. 2003년 8월부터 서비스를 시작했으며, 영화, 드라마, 배우들의 정보를 제공한다. 대한민국 밖의 문화권을 대상으로 서비스하고 있다.

## 같이 보기
- 인터넷 영화 데이터베이스
- 한국영화 데이터베이스